# Contea di Frederick (Virginia)
La contea di Frederick (in inglese Frederick County) è una contea dello Stato della Virginia, negli Stati Uniti. La popolazione al censimento del 2000 era di 66 611 abitanti. Il capoluogo di contea è Winchester.